# Montemarciale
Le village médiéval fortifié de Montemarciale (en italien : Villaggio medievale di Montemarsale) est attesté par des documents du XIIIe et XIVe siècles sur l'île d'Elbe situé au sud de la commune de Portoferraio, dans la province de Livourne en Toscane,.

## Histoire
Montemarsale, unique village fortifié médiéval de l'île d'Elbe, se trouvait sur le Colle di Santa Lucia, à une hauteur de 237 m dominant le golfe de Portoferraio, autrefois entouré de marais. Le sommet de la colline est presque parfaitement aplati et entièrement entouré par des murailles puissantes de largeur variable entre 1 et 1,50 m, réalisées avec la technique de construction médiévale typique en pierre cimentées. La base d'une tourelle cylindrique probable, sur lequel se dresse une croix de fer de 1926, est encore visible sur le point extrême est du village. Dans la localité est apparu, au XVIIe siècle, l'église dédiée à Sainte Lucie, avec un petite ermitage tombé en désuétude 1776 comme résultat un d'un édit du grand-duché de Toscane. Sur la surface, sont observés des fragments de poterie en céramique verte et brune, une production datée entre 1220 et 1350 ; et aussi un grand nombre de types de coquillages (Cardium et Murex). La destruction du village semble avoir été causée par les bombardements infligés en juin 1544 par Khayr ad-Din Barberousse.

## Documents médiévaux
Des documents de 1260, rédigés par le notaire pisan Rodolfino concernant les communautés de l'île d'Elbe tenues chaque année de donner des faucons de chasse à l'archevêque de Pise, mentionnent la Commune Montis Marcialis ; en 1305, Montemarsale était à la tête d'un des capitanìe de l'île, districts administratifs établis par la république de Pise.
En 1345, la présence d'un mur d'enceinte est attestée, le seul sur l'île d'Elbe (… in ynsula Ylbe non est aliquod castrum muratum nisi castrum Montismarsalis…), mais le village était habité par seulement douze familles, dont six qui sont engagées dans la défense et le maintien du castrum , qui se plaignaient de la situation défavorable de la ville et de l'air insalubre (… malum situm terre et aëris…). Le village a probablement été abandonné plus tard et aucune autre trace de son existence n'apparaît depuis le XVe siècle. Montemarsale, le seul village fortifié de l'Elbe médiévale, était en étroite relation visuelle avec la forteresse de Volterraio.

## Galerie

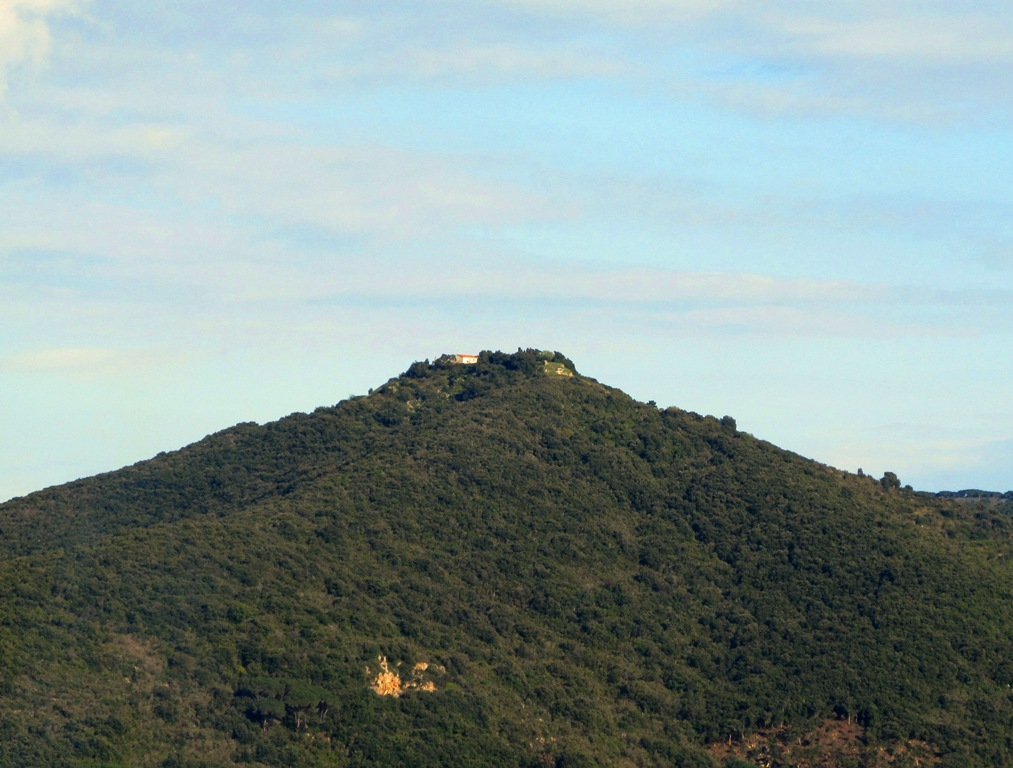
Col de Santa Lucia.
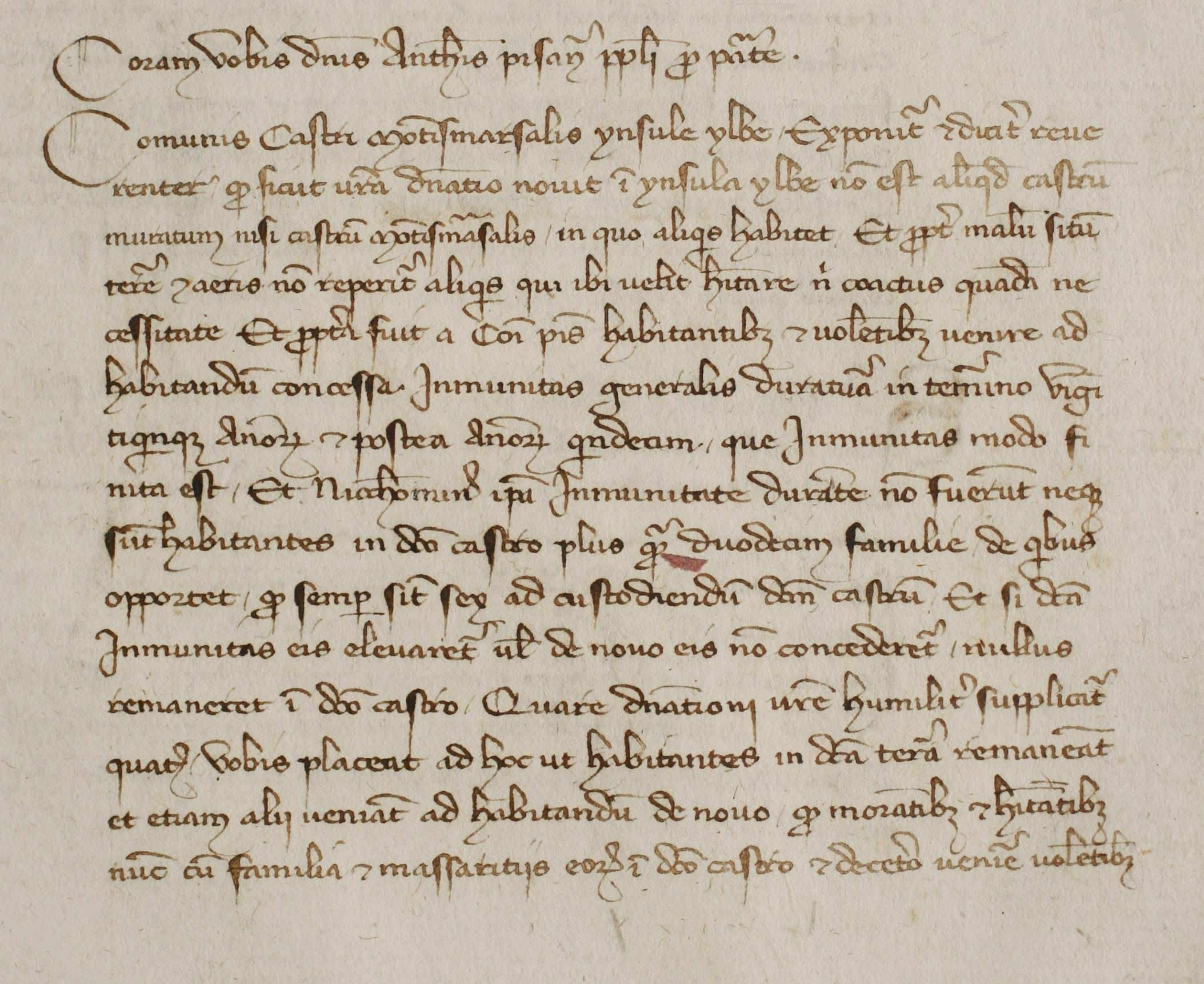
Document de 1345.